# Пеннингбю
Пеннингбю (швед. Penningby slott) — средневековый замок в Швеции. Расположен в 70 км к северу от Стокгольма, в приморской долине. Является одним из наилучшим образом сохранившихся замков периода Ваза. Находится в частном владении.

## История
Известен с 1380-х годов, но вероятно существовал и ранее. В 1831 году замок горел, после чего был частично восстановлен и перестроен. В 1951—1953 годах реставрировался. В 1980 году объявлен национальным культурным наследием (byggnadsminne). Сегодня замок необитаем, но сезонно посещается туристами.

## Связанные люди
С Пеннингбю связаны (владели им или жили в нём, либо его окрестностях) ряд шведских исторических и культурных деятелей, в частности, до своего отъезда в Америку в замке работал один из первопоселенцев Новой Швеции Олаф Перссон Стилле.